# Kevin Román
Kevin Alexander Román Linares (ur. 17 kwietnia 2002) – salwadorski piłkarz występujący na pozycji ofensywnego pomocnika, reprezentant Salwadoru, od 2023 roku zawodnik Once Deportivo.